# مهدي أباد (ساوجبلاغ)
مهدي أباد هي قرية في مقاطعة ساوجبلاغ، إيران. عدد سكان هذه القرية هو 18,234 في سنة 2006.